# Guillem Ramon de Vich i Vallterra
Guillem Ramon de Vich i Vallterra (València, 1460/1470 — Veroli, Laci, Itàlia, 25 de juliol de 1525) va ser un cardenal valencià.
Fill de Lluís de Vich i de Corbera i de Damiata de Vallterra, i germà del diplomàtic Jeroni Vich i Vallterra. Encaminat a la vida esclesiàstica, fou ardiaca de Xàtiva i canonge de València. Fou elevat a cardenal pel papa Lleó X l'any 1517. El 1518 va ser nomenat bisbe de Cefalù i entre 1519 i 1521 va ser bisbe coadjutor de Barcelona tot i que mai no va residir a la capital catalana. Participà en els conclaves que van elegir els papes Adrià VI i Climent VII.
Va morir el 1525 a l'abadia de Casamari a la diòcesia de Veroli. Està soterrat a la basílica de Santa Croce in Gerusalemme de Roma.